# Neena Gupta (actrice)
Pour les articles homonymes, voir Neena Gupta et Gupta.
Neena Gupta (née le 4 mai 1959 à New Delhi) est une actrice du cinéma indien et réalisatrice de télévision indienne. Connue pour son travail dans des films d'art et d'essai et des films commerciaux, elle a remporté le National Film Award de la meilleure actrice dans un second rôle pour avoir joué une jeune veuve dans Woh Chokri (en) (1994). En 2018, elle connait un regain de carrière en jouant le rôle d'une femme enceinte, d'âge moyen, dans la comédie dramatique Badhaai Ho (en), pour laquelle elle a remporté le Filmfare Critic's Award de la meilleure prestation et reçu une nomination au Filmfare Critic's Award de la meilleure actrice,,
.
À la télévision, Gupta a notamment tenu un rôle principal dans la série dramatique Saans (en) (1999) et a animé la version indienne du jeu télévisé Le Maillon faible, intitulé Kamzor Kadii Kaun.

## Biographie

### Jeunesse
Neena Gupta est née le 4 mai 1959 à New Delhi. Elle est la fille de R.N.Gupta et a fréquenté The Lawrence School (en) à  Sanawar. Gupta obtient un Master en sanskrit et un Master of Philosophy. Elle est une ancienne élève de la National School of Drama (en) de New Delhi.

## Filmographie
- 2020 : Shubh Mangal Zyada Saavdhan